# Paola Maiolini
Paola Maiolini conosciuta anche con gli pseudonimi di Paula Mayo e Katia Wassel (Roma, 7 aprile 1953) è un'attrice italiana.

## Biografia
È stata attiva negli anni settanta, soprattutto nel filone dei film erotici. Nel 1979 ha abbandonato l'attività artistica per dedicarsi alla famiglia. Ha posato nuda per la rivista Playmen.
È nipote dell'attrice Alba Maiolini.

## Filmografia
- Confessioni segrete di un convento di clausura, regia di Luigi Batzella (1972)
- Permettete signora che ami vostra figlia?, regia di Gian Luigi Polidoro (1974)
- Il padrone e l'operaio, regia di Steno (1975)
- Afrika erotika, regia di Ken Dixon (1975)
- Amori, letti e tradimenti, regia di Alfonso Brescia (1975)
- A mezzanotte va la ronda del piacere, regia di Marcello Fondato (1975)
- Salon Kitty, regia di Tinto Brass (1975)
- Remo e Romolo - Storia di due figli di una lupa, regia di Mario Castellacci e Pier Francesco Pingitore (1976)
- Le lunghe notti della Gestapo, regia di Fabio De Agostini (1977)
- Per amore di Poppea, regia di Mariano Laurenti (1977)
- La compagna di banco, regia di Mariano Laurenti (1977)
- Emanuelle - Perché violenza alle donne?, regia di Joe D'Amato (1977)
- I grossi bestioni, regia di Jean-Marie Pallardy (1978)
- Cugine mie, regia di Marcello Avallone (1978)
- Le pene nel ventre, regia di Giulio Petroni (1978)
- Un poliziotto scomodo, regia di Stelvio Massi (1978)
- Baby Love, regia di Rino Di Silvestro (1979)
- Cuginetta... amore mio!, regia di Bruno Mattei (1979)
- Immagini di un convento, regia di Joe D'Amato (1979)